# Fun (band)
Fun (skrevet som fun.) er et amerikansk indiepop-band fra New York City. Bandet blev grundlagt af Nate Ruess (tidligere forsanger fra The Format), sammen med Andrew Dost (fra Anathallo), og Jack Antonoff (fra Steel Train og Bleachers). Fun har udgivet to albums: Aim and Ignite i august 2009 og Some Nights i februar 2012.
Gruppen er mest kendt for deres tre hitsingler fra Some Nights: den Grammy Awardvindende "We Are Young" (featuring Janelle Monáe), "Some Nights" og "Carry On". "We Are Young" nåede nummer 1 på den amerikanske Billboard Hot 100 og Digital Songs-hitlisten. Den toppede også som nummer 1 i Storbritannien på UK Singles Chart. "Some Nights" blev udgivet som albummets anden single i juni 2012 og nåede nummer 3 på Hot 100 chart og blev Funs anden Top 10 single, samt gruppens anden sang, der solgte platin i USA.
Den 10. februar 2013 vandt Fun Grammy Award for bedste nye kunstner og Grammy Award for årets sang for "We Are Young". Derudover var gruppen for nomineret til fire andre Grammy Awards: Årets Album og Bedst Pop Duo eller Grupp eller gruppe (begge for "We Are Young") samt Årets album og Bedste Popalbum (begge for Some Nights).

## Diskografi
- Aim and Ignite (2009)
- Some Nights (2012)